# Abdourahmane Sarr
Abdourahmane Sarr, né le 26 mars 1968 à Paris, est un économiste sénégalais. Il est à la tête du Mouvement pour la renaissance, la liberté et le développement (MRLD) - Moom sa Bopp, Mënël sa Bopp, un mouvement citoyen sénégalais créé en 2011, et dirige le Centre d'étude pour le financement du développement local (CEFDEL), un think tank fondé en 2010. 
Il est nommé ministre de l'Économie, du Plan et de la Coopération le 5 avril 2024 dans le gouvernement Sonko.

## Biographie

### Jeunesse et études
Né à Paris le 26 mars 1968, il appartient à une famille originaire de Kaolack. Abdourahmane Sarr grandit à Dakar, où il effectue ses études primaires et secondaires, notamment au collège de la Cathédrale de Dakar puis à l'Institution Sainte Jeanne d'Arc. Il fait ensuite ses études supérieures au Cégep Marie-Victorin à Montréal puis à HEC Montréal, où il obtient un BBA avec une spécialisation en finance et économie. Il effectue aussi une maîtrise en économie, puis un doctorat à l'université George Washington. 
Par ailleurs, il obtient une maîtrise en administration publique à l'université Harvard en 2013.

### Carrière au FMI (1997-2011)
Il intègre le Fonds monétaire international (FMI) à Washington en 1997 et y travaille pendant quinze ans. Spécialiste des questions monétaires, il dirige ou bien collabore sur des missions dans plusieurs pays et territoires tels que la Tunisie, le Maroc, la Guyane, l’Ukraine, la Bosnie-Herzégovine, le Ghana, la Zambie, le Burundi, le Cameroun ou encore la Thaïlande, sur des questions macroéconomiques, monétaires et financières. 
Il est aussi conseiller macroéconomique du FMI à la Banque centrale des États de l'Afrique de l'Ouest (BCEAO) de 2005 à 2007. En 2009, il devient représentant résident du FMI au Togo et au Bénin.
En octobre 2011, il démissionne du FMI afin de pouvoir se consacrer à son pays, et au Centre d'étude pour le financement du développement local (CEFDEL), un think tank qu'il crée en 2010 et qu'il sponsorise depuis le Togo.

### Débuts de son engagement politique (2011-2012)
Fin 2011, il crée le Mouvement pour la renaissance, la liberté et le développement (MRLD). 
Dans la foulée, il se présente à l’élection présidentielle du 26 février 2012.
Abdourahmane Sarr cherche à rassembler des Sénégalais de tous les horizons (entrepreneurs, fonctionnaires, enseignants, leaders communautaires, jeunes, etc.) au sein de son mouvement pour promouvoir l’idéal de la décentralisation, et de l’émancipation économique et politique locale dans les valeurs de liberté et d’autonomie.
Fin 2011, pour partager ses idées, il organise des journées citoyennes et de formations de relais dans plusieurs villes du pays, notamment Dakar, Saint-Louis, Kaolack, Ziguinchor et Thiès. Le MRLD obtient 12 100 signatures pour participer aux élections présidentielles, mais la candidature d'Abdourahmane Sarr est invalidée par le Conseil constitutionnel, bien que le total de 10 000 signatures requis ait été atteint. Selon le Conseil constitutionnel, seules 8 100 signatures ont pu être identifiées et validées. Le chanteur Youssou N'Dour et le financier Kéba Keindé connaissent le même sort. La mission post-électorale de l’Union européenne déterminera ensuite que certaines de ces signatures invalidées étaient bonnes mais que le Conseil n’avait pas les moyens logistiques d’effectuer les vérifications. Malgré cette désillusion, le MRLD et son leader poursuivent le travail de sensibilisation des populations et de réflexion stratégique avec l'aide du CEFDEL.

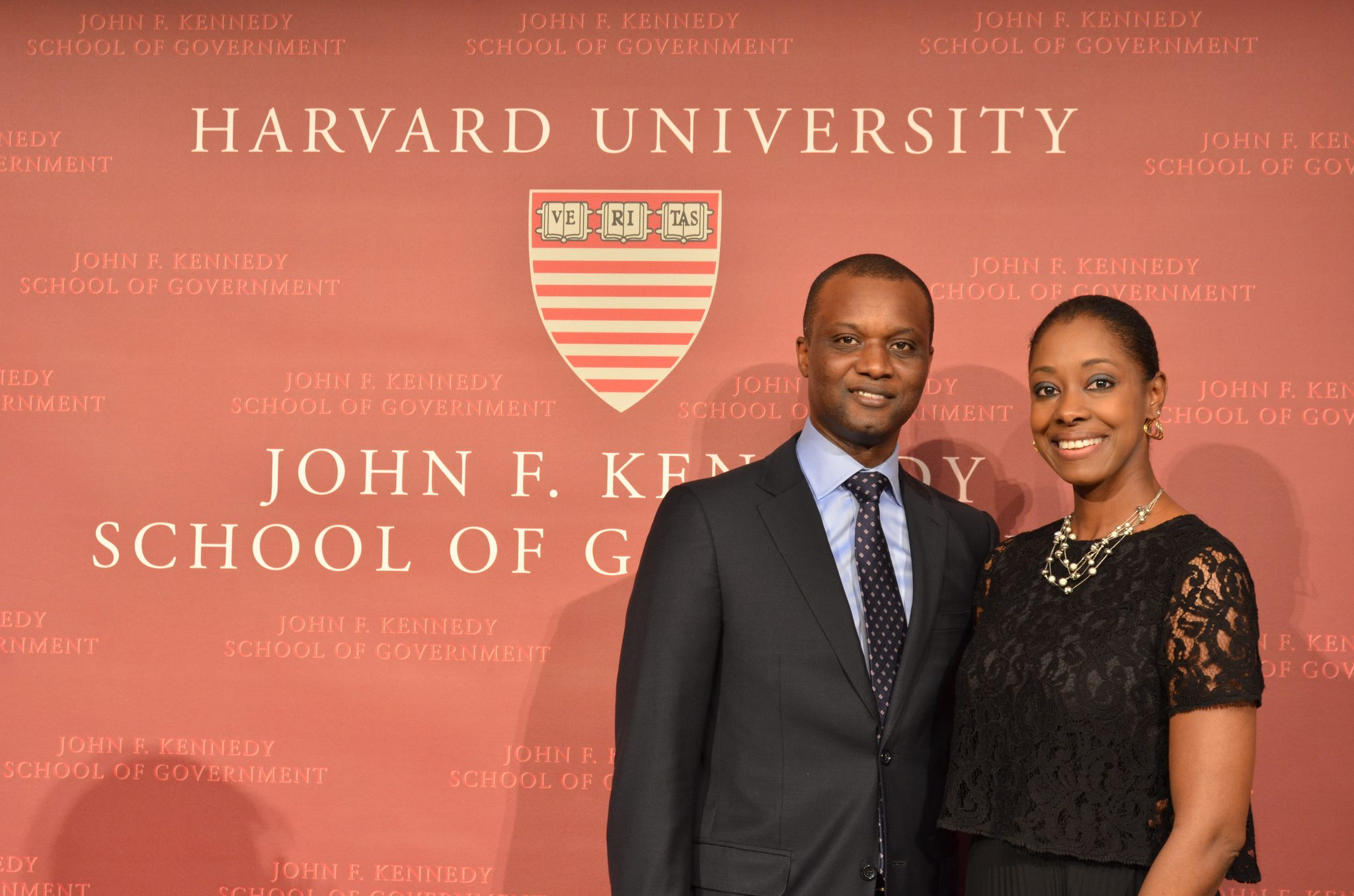
Abdourahmane Sarr en compagnie de son épouse à Harvard en 2013.

En juin 2012, Abdourahmane Sarr retourne aux États-Unis pour un an et intègre l'université Harvard. Il est admis au programme Edward S. Mason de la John F. Kennedy School of Government (programme de formation pour les cadres des pays tiers) et obtient une maîtrise en administration publique. De nombreux chefs d'État du monde ont effectué ce même programme, tels que l'ancien président du Mexique Felipe Calderón et l'actuel Premier ministre de Singapour Lee Hsien Loong. 

### Création de la SOFADEL et blocage des autorités (2013-2017)
En 2013, il crée la Société fiduciaire d'appui au développement local (SOFADEL) pour aider les Sénégalais de toutes les couches sociales de saisir les opportunités économiques qui s’offrent à eux et de se constituer un patrimoine économique et financier. Pour ce faire, il apporte une solution inédite en Afrique : la création d'une nouvelle monnaie complémentaire nationale au franc CFA et appelée SEN. En raison de problèmes de garantie et du faible taux de bancarisation de la population sénégalaise (90 % de la population n'est pas bancarisée), l'inclusion financière est difficile. Abdourahmane Sarr essaie donc de rendre effectives les solutions apportées par la SOFADEL. Ses membres achèteraient les SEN pour les utiliser dans leurs transactions de tous les jours entre eux dans leurs villes. Ces membres permettraient ainsi à la SOFADEL de constituer un fonds d’investissement et de garantie en FCFA (FONCIG) pour atteindre ses objectifs, qui sont de fournir un accès au crédit facile aux populations et d'investir dans leurs communautés.
En 2014, plus de 3 000 membres sont recrutés, ainsi que des distributeurs, et la SOFADEL est prête à entamer ses activités. 
Début 2015, les autorités sénégalaises et la BCEAO bloquent le projet et des collaborateurs sont emprisonnés à Ziguinchor. Malgré l'existence et l'apport des monnaies complémentaires dans plusieurs autres pays du monde (WIR en Suisse, Eusko en France, etc.), l'État sénégalais refuse la mise en place du projet. 
Abdourahmane Sarr continue malgré cela à travailler sur le MRLD et le CEFDEL pendant deux ans. Étant donné la situation, il ne voit pas d'autre choix que de porter son projet politiquement aux élections législatives sénégalaises de 2017, pour inciter les populations à voter pour le MRLD et à lever le blocage posé par les autorités sur le projet de la SOFADEL.

### Élections législatives de 2017

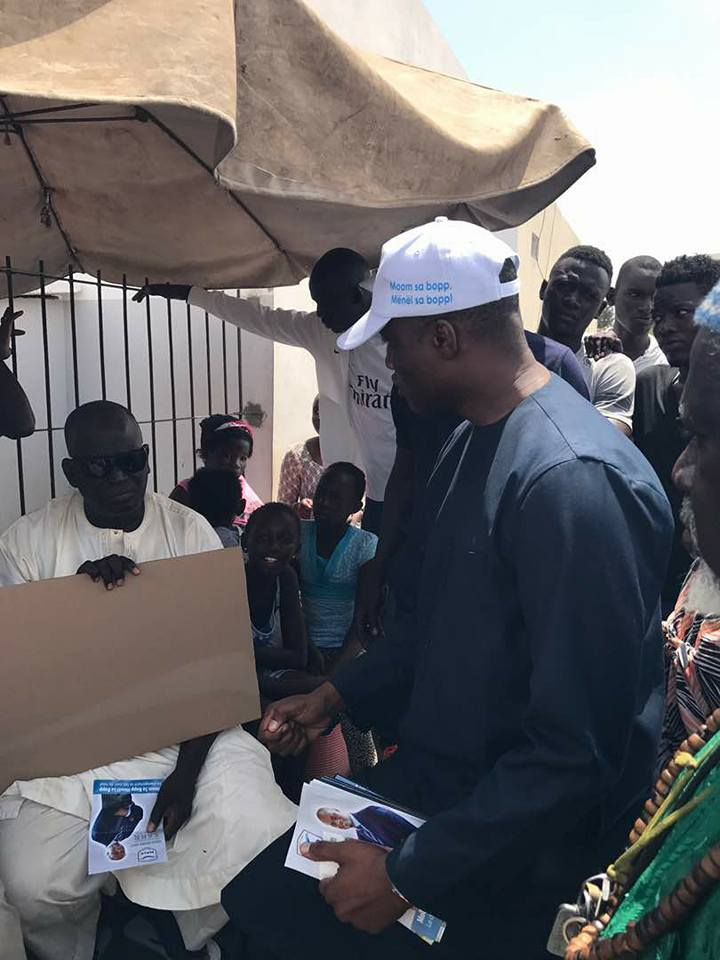
Abdourahmane Sarr pendant la campagne en 2017.

Le MRLD rassemble plus de 30 000 signatures et se présente aux élections législatives sénégalaises de juillet 2017 en tant qu'entité indépendante. Le mouvement Defar Sénégal du journaliste Mamadou Sy Tounkara est l'autre entité indépendante présente à ces élections. Sarr est la tête de liste du MRLD. La campagne est marquée par de nombreux affrontements entre les militants des trois grandes coalitions (Benno Bokk Yakaar du président Macky Sall, Wattu Sénégal de l'ancien président Abdoulaye Wade et Mankoo Taxawu Sénégal du maire de Dakar, Khalifa Sall, emprisonné quatre mois plus tôt).
Abdourahmane Sarr et le MRLD obtiennent plus de 4 000 voix lors du scrutin, un score faible qui illustre les difficultés des parties indépendants,.

### Élection présidentielle de 2019
Doublement victime du parrainage avec une candidature à la présidentielle rejetée en 2012 et 45 autres listes non parrainées présentes aux législatives de 2017, Sarr soutient néanmoins le parrainage pour la présidentielle de 2019. N'ayant pu collecter que 11 000 signatures pour cette présidentielle, le MRLD ne dépose donc pas ses signatures en doublons. 
Abdourahmane Sarr appelle donc à voter pour le candidat Ousmane Sonko, dont le programme porte « les germes d'une marche responsable vers une Afrique unie et libre avec des fondements solides puisque construits à partir des collectivités locales et non de bailleurs étrangers ». Sarr estime également que Sonko est le seul candidat à présenter les deux points d'ancrage nécessaires à la matérialisation d'une vision libérale et patriotique prônée par le MRLD, qui sont « la création d'une monnaie nationale permettant des politiques commerciales, financières et économiques maitrisées vers le libre-échange continental et international » et « une décentralisation en pôles régionaux autonomisés et responsabilisés pour leur développement et en concurrence dans un environnement national maitrisé ».

### Ministre de l'Économie, du Plan et de la Coopération (depuis 2024)
Le 5 avril 2024, quelques jours après la victoire de Bassirou Diomaye Faye à l'élection présidentielle de 2024, il est nommé ministre de l'Économie, du Plan et de la Coopération par le nouveau Premier ministre Ousmane Sonko.